# Booboo Stewart
Booboo Stewart (Beverly Hills (Californië), 21 januari 1994) is een Amerikaanse zanger, danser, model en acteur. Hij was lid van de zanggroep T-Squad totdat deze uit elkaar ging in 2008 en ging vervolgens met zijn zus Fivel optreden. Hieruit ontstond eind 2011 de band 5-L.

## Biografie
Tussen 2015 en 2019 speelde hij Jay, zoon van Jafar in de Descendants-franchise.. Van 2004 tot 2010 verscheen hij of speelde hij de hoofdrol in verscheidene onafhankelijke films. Hij presenteerde ook zes afleveringen van de kindershow Blue Dolphin Kids op Hawaii. Hij heeft ook stuntwerk in diverse films gedaan waaronder Zoom en Beowulf. Hij heeft rollen gehad in afleveringen van Steve Harvey's Big Time Challenge, ER, Dante's Cove en Everybody Hates Chris. Booboo toerde met Hannah Montana/Miley Cyrus in haar Best Of Both Worlds Tour met de Jonas Brothers en verscheen in de Target commercials met dezelfde band en Miley Cyrus' Danimals, en toerde ook in het Camp Rock Freestyle Jam concert. Hij nam het opening thema de Disney Channel Games 2008 getiteld 'Let's Go' op, en in 2010 'Under the Sea' (van The Little Mermaid) voor de Disney cd DisneyMania 7. Hij verscheen ook in verschillend tijdschriften en op billboards om kleding, maar ook de Wii Fit en Hot Wheels, te promoten. Van 2006 tot 2008 was hij lid van de Disney groep T-Squad.
In 2010 portretteerde Stewart Seth Clearwater in The Twilight Saga: Eclipse, de derde film uit The Twilight Saga-filmserie. Stewarts personage wordt steeds belangrijker in de daaropvolgende film The Twilight Saga: Breaking Dawn Part 1 in 2011 en The Twilight Saga: Breaking Dawn Part 2 in 2012.

## Privéleven
Stewart is geboren in Beverly Hills, California als zoon van Nils Allen Stewart Sr. en Renee Stewart. Hij heeft drie zussen, Fivel Stewart, Maegan en Sage. Stewart is van Chinese, Koreaanse en Japanse (moeder) en Russische, Schotse en Blackfoot Indiaanse (vader) afkomst. Hij was in 2002 en 2003 Junior Material Arts-wereldkampioen en werd in 2004 geïntroduceerd in de Material Arts Junior Hall of Fame. Stewart zat in een band genaamd Echoes Of Angels en toerde met zijn twee zussen Maegan en Fivel, die bekendstonden als 'TSC' (The Stewart Clan). Hij is fan van professioneel worstelen en heeft foto's van zichzelf met verschillende WWE-sterren op zijn officiële Facebookpagina. Hij heeft ook deelgenomen aan Summerslam 2009 en werd vaak op de eerste plaats gezet in videopakketten van de WWE-programmering na het evenement. In oktober 2009 woonden Stewart en zijn familie de Total Nonstop Action Wrestling's Bound for Glory PPV bij, die plaatsvond in het Bren Events Center in Irvine, Californië.

## Worstelen
In januari 2010 raakte Stewart meer betrokken bij TNA Wrestling als columnist voor hun website. Hij begon op een op een interview gebaseerde column genaamd '15 Minutes with Booboo Stewart' te schrijven. Zijn eerste interview was met A.J. Styles. Op 4 februari werd Stewarts tweede interview op de site geplaatst, met Abyss. Zijn derde interview was met Madison Rayne. Stewart heeft sindsdien diverse andere TNA-sterren geïnterviewd waaronder olympisch gouden medaillewinnaar Kurt Angle, Jeff Hardy en Matt Morgan. Stewart verscheen in de editie van 6 januari van TNA Impact!, een poging om Jeff Jarretts 100.000 dollar gemixte vechtsport uitdagingen aan te gaan.

## Liefdadigheidswerk
Stewart hielp samen met andere beroemdheden op de Los Angeles Mission op kerstavond. In 2010 werd hij benoemd tot Celebrity Ambassadeur door de Muscular Dystrophy Association. Hiervoor helpt Booboo mensen bewust te maken van de strijd tegen spierziekten. Hij is ook onderdeel van MDA's 'Make a Muscle, Make a Difference' PSA-campagne door te figureren in print- en tv-advertenties. Hij reisde ook naar Perth, Australië voor de Channel 7 Telethon om geld in te zamelen voor kinderen in het Princess Margaret-ziekenhuis.

## Filmografie
- Gemeinsame Normdatei: 1221826794
- International Standard Name Identifier: 0000 0004 0728 6822
- Library of Congress Control Number: nr2006021601
- MusicBrainz: 795fcef3-04c8-4c4c-b683-efcd04a66f04
- Virtual International Authority File: 52144928705854441150
- WorldCat: E39PBJcBW9GpFgqttmyvcHPfbd